# Raúl Ruiz
Raúl Ruiz Pino, accreditato anche come Raúl Ruis, Raúl Ruiz e Raoul Ruiz (Puerto Montt, 25 luglio 1941 – Parigi, 19 agosto 2011), è stato un regista e sceneggiatore cileno.
Dal 1974 viveva e lavorava a Parigi. Cineasta eccentrico e prolifico, poco classificabile nel registro nei generi, noto per la velocità di realizzazione delle proprie opere e la grande libertà creativa, può oggi essere considerato uno dei registi più atipici del panorama cinematografico internazionale. In bilico tra reale e fantastico, la sua opera è un universo poetico di sensibilità barocca che intende rappresentare una riflessione continua sul linguaggio e le modalità narrative del cinema.
La difficile comprensibilità dei film di Ruiz ne ha reso per anni difficile la loro circolazione, rendendolo un regista apprezzato soltanto da una nicchia di estimatori. Alla fine degli anni novanta, alcuni attori di fama (tra gli altri Marcello Mastroianni, Catherine Deneuve e John Malkovich) hanno chiesto di lavorare con lui, dandogli modo di contare su budget più consistenti e di una migliore distribuzione.

## Biografia
Compie studi di teologia prima di accettare un'offerta del dipartimento di cinema sperimentale di Santiago del Cile, che nel 1960 gli produce la sua prima opera: La maleta. Nel 1962 si reca a Santa Fe, in Argentina, per seguire corsi di cinema. Nel 1965 è in Messico, dove scrive serie televisive; tornato in Cile, adatta testi teatrali per la televisione. Nel 1968 dirige Tres tristes tigres, adattamento dell'omonimo romanzo di Guillermo Cabrera Infante, con cui vince il Pardo d'oro al festival di Locarno. In quell'anno sposa Valeria Sarmiento, che sarà la montatrice della maggior parte dei suoi lavori.
Nominato dal Partito Comunista del Cile consigliere per il cinema durante il governo di Salvador Allende, Ruiz è costretto ad abbandonare il Cile dopo il colpo di Stato del generale Pinochet. Si rifugia in Francia, dove prosegue l'attività cinematografica, finanziato, tra gli altri, dal Beaubourg; i suoi film sono proiettati nei principali festival europei. Tra le opere più importanti Le tre corone del marinaio (1982) e La ville des pirates (1983), ispirato alla storia di Peter Pan.
Nel 1996 ha la prima occasione di dirigere un film ad alto budget: Tre vite e una sola morte, con Marcello Mastroianni. Nel 1997 vince l'Orso d'argento al festival di Berlino per Genealogia di un crimine, con Catherine Deneuve e Michel Piccoli. Il suo primo film hollywoodiano è del 1998: Autopsia di un sogno (Shattered Image), con Anne Parillaud e William Baldwin, presentato al festival di Venezia. Nel 1999 dirige Il tempo ritrovato, tentativo "impossibile" di portare sullo schermo l'ultimo volume di Alla ricerca del tempo perduto di Marcel Proust; gli interpreti sono John Malkovich, Emmanuelle Béart, Catherine Deneuve e Marcello Mazzarella. L'anno seguente dirige Il figlio di due madri con Isabelle Huppert. Nel 2006 dirige nuovamente John Malkovich in Klimt, un film sulla vita del pittore Gustav Klimt.
Muore a Parigi il 19 agosto 2011 all'età di 70 anni, a causa di un'infezione polmonare mentre stava lavorando al film As Linhas de Torres Vedras, con John Malkovich, Catherine Deneuve e Isabelle Huppert. Il film è stato portato a termine dalla moglie Valeria Sarmiento.

## Filmografia
- La maleta (1963) cortometraggio
- Le retour (1964) cortometraggio
- Il tango del vedovo e il suo specchio deformante (El tango del viudo) (1967) lungometraggio mai terminato
- Tre tristi tigri (Tres tristes tigres) (1968)
- La catanaria (1969)
- Militarismo y tortura (1969) cortometraggio
- ¡Qué hacer! (1970)
- La colonia penal (1970)
- Ahora te vamos a llamar hermano (1971) cortometraggio
- Nadie dijo nada (1971)
- Los minuteros (1972)
- Poesía popular: La teoría y la práctica (1972) cortometraggio
- La expropiación (1972)
- Abastecimiento (1973)
- Palomita blanca (1973)
- El realismo socialista (1973)
- Palomita brava (1973)
- Diálogos de exiliados (1975)
- Sotelo (1976) cortometraggio
- Utopía (1976)
- Colloque de chiens (1977) cortometraggio
- Les divisions de la nature (1978)
- La vocation suspendue (1978)
- Petit manuel d'histoire de France (1979)
- Jeux (1979)
- De grands événements et de gens ordinaires (1979)
- Images de débat (1979)
- L'hypothèse du tableau volé (1979)
- Zig-Zag - le jeu de l'oie (une fiction didactique à propos de la cartographie) (1980) cortometraggio
- La ville nouvelle (1980)
- Fahlstrom (1980)
- Musée Dali (1980)
- L'image en silence (1980)
- Le borgne (1980)
- Teletests (1980)
- The Territory (1981)
- Images de sable (1981)
- Ombres chinoises (1982)
- Querelle des jardins (1982)
- Le petit théâtre (1982)
- Het dak van de Walvis (1982)
- Bérénice (1983)
- La ville de Paris (1983)
- Lettre d'un cinéaste ou Le retour d'un amateur de bibliothèques (1983)
- Le tre corone del marinaio (Les trois couronnes du matelot) (1983)
- La città dei pirati (Ville des pirates) (1983)
- Voyages d'une main (1984)
- Régime sans pain (1984)
- Point de fuite (1984)
- L'isola del tesoro (L'île au trésor) (1985)
- Les destins de Manoel (1985)
- La présence réelle (1985)
- L'éveillé du pont de l'Alma (1985)
- Riccardo III (Richard III) (1986)
- Mémoire des apparences (1986)
- Dans un miroir (1986)
- Mammame (1986)
- Brise-glace (1987)
- La chouette aveugle (1987)
- Le professeur Taranne (1987)
- Allegoria (1988)
- Tous les nuages sont des horloges (1988)
- Il pozzo dei pazzi (1989)
- Derrière le mur (1989)
- Hub (1989)
- The Golden Boat (1990)
- La novela errante (1990)
- Viaggio clandestino - Vite di santi e di peccatori (1993)
- L'Oeil qui ment (1993)
- Fado majeur et mineur (1994)
- Tre vite e una sola morte (Trois vies et une seule mort) (1996)
- Genealogia di un crimine (Généalogies d'un crime) (1997)
- Le film à venir – cortometraggio (1997)
- Autopsia di un sogno (Shattered Image) (1998)
- Il tempo ritrovato (Le temps retrouvé) (1999)
- Il figlio di due madri (Fils de deux mères ou comédie de l'innocence) (2000)
- Combat d'amour en songe (2000)
- Les Âmes fortes (2001)
- Cofralandes, rapsodia chilena – serie TV (2002)
- Quel giorno (Ce jour-là) (2003)
- Une place parmi les vivants (2003)
- Vertige de la page blanche (2003)
- Días de campo (2004)
- Le Domaine perdu (2005)
- Klimt (2006)
- Chacun son cinéma (episodio "Le Don") (2007) cortometraggio
- La recta provincia (2007)
- Litoral, cuentos del mar – miniserie TV (2008)
- Nucingen Haus (2008)
- A closed book (Blind Revenge) (2010)
- I misteri di Lisbona (Mistérios de Lisboa) (2010)
- La notte di fronte (La noche de enfrente) (2012)

## Curiosità
Ha interpretato un piccolo ruolo nel film di Nanni Moretti Palombella rossa, offrendo in seguito a Moretti una parte nel suo Tre vite e una sola morte.